# Southborough (Massachusetts)
Southborough es un pueblo ubicado en el condado de Worcester en el estado estadounidense de Massachusetts. En el Censo de 2010 tenía una población de 9.767 habitantes y una densidad poblacional de 242,73 personas por km².

## Geografía
Southborough se encuentra ubicado en las coordenadas 42°17′59″N 71°31′42″O / 42.29972, -71.52833. Según la Oficina del Censo de los Estados Unidos, Southborough tiene una superficie total de 40.24 km², de la cual 36.32 km² corresponden a tierra firme y (9.75%) 3.92 km² es agua.

## Demografía
Según el censo de 2010, había 9.767 personas residiendo en Southborough. La densidad de población era de 242,73 hab./km². De los 9.767 habitantes, Southborough estaba compuesto por el 88.1% blancos, el 0.91% eran afroamericanos, el 0.16% eran amerindios, el 8.34% eran asiáticos, el 0.01% eran isleños del Pacífico, el 0.66% eran de otras razas y el 1.81% pertenecían a dos o más razas. Del total de la población el 2.78% eran hispanos o latinos de cualquier raza.